# Enfrentamiento en La Zoila
El Enfrentamiento en La Zoila fue un ataque nocturno ocurrido el 25 de junio de 1933 en el final de la Guerra colombo-peruana, ocurriendo este un día después de los acuerdos en Ginebra sobre suspensión de hostilidades.

## Enfrentamiento
El 26 de mayo tropas colombianas conformadas por 10 soldados colombianos al mando del subteniente Guillermo Aldana, que aún no conocían lo acordado en Ginebra el día anterior sobre la suspensión de hostilidades, sorprendieron y capturaron a cuatro oficiales peruanos, 77 soldados peruanos comandados por el capitán Manuel Badárrago, tomándoles varios fusiles y tres ametralladoras. La acción se llevó a cabo por medio de un golpe de mano nocturno de estos soldados colombianos contra un campamento peruano en el sitio denominado La Zoila (La Rebeca), a 35 km de distancia de Güepí.